# Stefano Antonio Morcelli
Stefano Antonio Morcelli SJ (ur. 17 stycznia 1737 w Chiari, zm. 1 stycznia 1821 tamże) – epigrafik i jezuita włoski, od jego nazwiska bierze swą nazwę wydawnictwo Morcelliana.

## Biografia
Morcelli urodził się w Chiari. Ukończył kolegium jezuickie w Brescii. Do jezuitów wstąpił w 1753. Uczył gramatyki w Fermo, nauki humanistyczne w Dubrowniku. W Kolegium Rzymskim stworzył akademię archeologiczną przy Muzeum Athanasiusa Kirchera. Po kasacie jezuitów w 1773 został bibliotekarzem kard. Alessandro Albaniego. W 1791 otrzymał urząd prepozyta w swoim rodzinnym Chiari. Odrzucił ofertę arcybiskupstwa w Dubrowniku. Zmarł jako członek odrodzonego Towarzystwa Jezusowego w 1821. Morcelli był znawcą starożytnych inskrypcji i latynistą.

## Dzieła
- De stilo inscriptionum latinarum (Rzym, 1781)
- Inscriptiones commentariis subjectis (Rzym, 1783)
- Parergon Inscriptionum novissimarum (Padwa, 1818–1822)
- Menologion ton Euaggelion heortastikon sive Kalendarium Ecclesiæ Constantinopolitanæ etc. (Rzym, 1788)
- Africa Christiana (Brescia, 1816-1817)
- Opuscoli Ascetici (Brescia, 1819 lub 1820)